# Tiki Data
Pour les articles homonymes, voir Tiki (homonymie).
Tiki Data était un fabricant de micro-ordinateurs situé à Oslo, en Norvège. La société a été fondée en 1983 par Lars Monrad Krohn et Gro Jørgensen  et ciblait le marché informatique alors émergent dans le secteur éducatif. À la suite du lancement de l'ordinateur Tiki 100 , conçu de fond en comble par Tiki Data, la société a commencé à publier des logiciels destinés au secteur éducatif. À la suite de l'impact de l'IBM PC, la société s'est tournée vers la vente d'ordinateurs compatibles PC sous une nouvelle marque.[réf. nécessaire]
Tiki Data a été rachetée par Merkantildata en 1996 et a cessé d'exister.